# Nils Rohlsson
Nils Ingvar Rohlsson, född 31 mars 1916 i Trelleborg, död 20 maj 1979 i Danderyd, var en svensk tennisspelare, mest känd för sina insatser i Davis Cup. Han spelade där dubbel med Kalle Schröder.
Nils Rohlsson var son till köpmannen Tage Olof Rohlsson. Efter realskoleexamen i Trelleborg tjänstgjorde han bland annat som intendent vid Malmö tennisstation 1936–1937, varefter han var anställd i en tennisfirma 1938–1939. Från 1942 var han direktör i AB Rohlssons Sport i Stockholm.

## Tenniskarriären
Rohlsson tillhörde svenska eliten i tennis från slutet på 1930-talet till början av 1950-talet. Han vann perioden 1937-1953 totalt 27 SM-titlar, varav 5 i singel, 13 i dubbel och 9 i mixed dubbel. 
Han blev även dansk mästare i dubbel 1943 och skandinavisk mästare i mixed dubbel 1949.
Rohlsson spelade en offensiv ”sluggerartad” tennis baserad på en tung serve och ett effektivt volleyspel. Hans karriär sammanföll med tiden för andra världskriget, varför hans möjligheter att tävla internationellt var begränsade. Bland övriga svenska toppspelare under 1930-talet märks Kalle Schröder, Ingvar Garell och Curt Östberg, vilka alla var äldre än Rohlsson. Tillsammans med dem deltog Rohlsson bland annat i det första svenska laget i den 1936 nystartade King's Cup-turneringen. Rohlsson fortsatte att spela på toppnivå under hela 1940-talet, samtidigt som yngre spelare som Torsten Johansson, Staffan Stockenberg och Lennart Bergelin tog över i den svenska eliten. Sina första dubbeltitlar (1937-1943) vann Rohlsson tillsammans med Garell och Östberg, och de sista (1952-53) med Johansson. 

### Rohlsson som Davis Cup-spelare
Under 1930-talets sista år, 1938 och 1939, gjorde Rohlsson sina första framträdanden som Davis Cup-spelare. Han spelade då 8 matcher av vilka 4 var i dubbel tillsammans med Kalle Schröder. Det sista mötet spelades i maj 1939 i Berlin mellan Sverige och Tyskland, endast tre månader före krigsutbrottet. Rohlsson och Schröder lyckades vinna det svenska lagets enda seger genom att i dubbeln besegra det tyska paret Henner Henkel/Georg von Metaxa med 6-2 1-6 6-3 6-3. 
Säsongen 1952 gjorde Rohlsson sina sista två framträdanden i Davis Cup, då enbart som dubbelspelare tillsammans med Torsten Johansson. Paret vann en av de två matcherna (seger över det chilenska paret Luis Ayala/Ricardo Balbiers med 6-3, 2-6, 6-3, 4-6, 6-4).
Totalt spelade Rohlsson 10 matcher i det svenska DC-laget och vann 5 av dem.

## Fotnoter
1. ↑  Sveriges Dödbok 1901–2009, DVD-ROM, Version 5.00, Sveriges Släktforskarförbund (2010).
2. 1 2  Rohlsson, Nils i Svenska män och kvinnor (1949)